# Vésigneul-sur-Marne
Vésigneul-sur-Marne is een gemeente in het Franse departement Marne (regio Grand Est) en telt 216 inwoners (1999). De plaats maakt deel uit van het arrondissement Châlons-en-Champagne.

## Geografie
De oppervlakte van Vésigneul-sur-Marne bedraagt 8,0 km², de bevolkingsdichtheid is 27,0 inwoners per km².
De onderstaande kaart toont de ligging van Vésigneul-sur-Marne met de belangrijkste infrastructuur en aangrenzende gemeenten.

## Demografie
Onderstaande figuur toont het verloop van het inwonertal (bron: INSEE-tellingen).